# Pilica (tor łyżwiarski)
Tor łyżwiarski „Pilica” – nieistniejący, odkryty, sztucznie mrożony tor łyżwiarski do łyżwiarstwa szybkiego, zlokalizowany przy ulicy Strzeleckiej 24/26 w Tomaszowie Mazowieckim, na wysokości 153 m n.p.m.. Obiekt funkcjonował w ramach Ośrodka Sportu i Rekreacji w Tomaszowie Mazowieckim, a trenowali na nim panczeniści Pilicy Tomaszów Mazowiecki. W latach 2016-2017 w jego miejscu wybudowano krytą Arenę Lodową.

## Historia
W 1971 r. nieopodal rzeki Pilicy w Tomaszowie Mazowieckim oddano do użytku naturalnie mrożony tor łyżwiarski o długości 400 metrów. W 1977 r. w jego miejscu zaprojektowano tor sztucznie mrożony oraz podjęto starania o uzyskanie środków finansowych na budowę. W 1978 r. skompletowano maszyny i urządzenia niezbędne do funkcjonowania sztucznie mrożonego toru. W 1979 r. rozpoczęto prace wykonawcze, które zakończono jesienią 1983 r. Robotami kierował jeden ze współtwórców idei tego obiektu – Włodzimierz Chmielewski. Inwestycję zrealizowano z pieniędzy od Totalizatora Sportowego, a także dzięki pracy społecznego komitetu budowy, któremu przewodził wicewojewoda piotrkowski – Władysław Wałach. Otwarcie nowego toru nastąpiło 17 stycznia 1984 podczas pokazowych zawodów kontrolnych na dystansie 500 m, przeprowadzonych w obecności Ministra Sportu – Mariana Renkego. Uczestniczyło w nich 6 polskich łyżwiarzy szybkich i 6 łyżwiarek szybkich (5 z Polski i 1 z NRD). W ciągu 32 lat zorganizowano na nim wiele zawodów różnej rangi, zarówno krajowych, jak i międzynarodowych. Tor zamknięto 31 marca 2016, a w sierpniu 2016 r. w jego miejscu rozpoczęto budowę krytej Areny Lodowej.

## Łyżwiarstwo szybkie
Na przestrzeni lat na torze Pilica odbyło się wiele zawodów rangi mistrzowskiej.
- Mistrzostwa Polski w Łyżwiarstwie Szybkim na Dystansach 1988
- Mistrzostwa Polski w Łyżwiarstwie Szybkim na Dystansach 1990
- Mistrzostwa Polski w Łyżwiarstwie Szybkim na Dystansach 1992
- Mistrzostwa Polski w Łyżwiarstwie Szybkim na Dystansach 1994
- Mistrzostwa Polski w Łyżwiarstwie Szybkim na Dystansach 1996
- Mistrzostwa Polski w Łyżwiarstwie Szybkim na Dystansach 1998
- Mistrzostwa Polski w Łyżwiarstwie Szybkim na Dystansach 1999
- Mistrzostwa Polski w Łyżwiarstwie Szybkim na Dystansach 2004
- Mistrzostwa Polski w Łyżwiarstwie Szybkim w Wieloboju Sprinterskim 2011
- Mistrzostwa Polski w Łyżwiarstwie Szybkim na Dystansach 2015

## Link zewnętrzny
- Historia łyżwiarstwa szybkiego w Tomaszowie Mazowieckim